# Udrești, Prahova
Udrești este un sat în comuna Apostolache din județul Prahova, Muntenia, România.
La sfârșitul secolului al XIX-lea, Udrești era reședința unei comune aflate în plasa Podgoria din județul Prahova și formată din el și satele Vai-de-El și Dobrota, având 1825 de locuitori, 3 biserici și o școală. Comuna a fost desființată în 1968, satul trecând la comuna Apostolache.